# Tatort: Zweierlei Blut
Zweierlei Blut ist ein Fernsehfilm aus der Fernseh-Kriminalreihe Tatort der ARD und des ORF. Der Film wurde vom WDR produziert und am 22. Juli 1984 erstmals gesendet. Es ist die 159. Folge der Tatort-Reihe und der achte Fall für die Kriminalhauptkommissare Horst Schimanski (Götz George) und Christian Thanner (Eberhard Feik). Anlässlich des 40. Sendejubiläums des Duisburger Tatorts strahlte der WDR am 20. Oktober 2020 eine in HD abgetastete und digital restaurierte Folge aus.

## Handlung
Die Wohngemeinschaft der Kriminalhauptkommissare Thanner und Schimanski wird langsam zum Problem, da Thanner sich so häuslich eingerichtet hat, dass er keine Anstrengungen mehr macht, sich eine neue Wohnung zu suchen. Nachdem Schimanski im Stadion ein Fußballspiel des MSV Duisburg verfolgt hat, entdeckt man auf der Tribüne die Leiche des Italieners Antonio Veccaverdi, der ermordet wurde. Aufgrund eines Bildes des Toten in der Zeitung meldet sich die Wäschereibesitzerin Schobert, die mit ihren Söhnen Kurt und Fiete zusammenlebt. Sie gibt gegenüber Thanner an, dass Antonio ihr Freund gewesen sei und im Stadion als Organisator für den Platzwart gearbeitet habe. Schimanski versucht derweil, sich in der gegenüberliegenden Kneipe mit den Hooligans anzufreunden, denen auch die Schobert-Söhne angehören. Er schafft es anscheinend, ihr Vertrauen zu gewinnen. Doch als Thanner dazukommt, droht Schimanski als Polizist aufzufliegen, weshalb er sich daran beteiligt, Thanner aus der Kneipe zu werfen. Resultat dieses Rauswurfs ist, dass Kurt Schobert entkommen kann, der offensichtlich vom Opfer verletzt wurde und für Thanner als Hauptverdächtiger gilt.
Thanner und Kollege Hänschen verhören den Platzwart Ludwig, der nach und nach zugibt, Antonio doch sehr gut gekannt zu haben. Schimanski schafft es zwar, in die Unterkunft der Hooligans eingeladen zu werden, doch  vor allem ihr Anführer Ernst misstraut ihm auch aufgrund des Altersunterschieds. Thanner und Hänschen beobachten vor der Wäscherei eine Auseinandersetzung zwischen Frau Schobert und Ludwig. Während Thanner Ludwig zur Rede stellt, erfährt Hänschen oben in der Wohnung von Frau Schobert, dass Ludwig eine „schwarze Akte“ haben wollte und ihren Sohn Kurt beschuldigt hat, Antonio getötet zu haben, was sie wütend machte. Außerdem vermutet sie, dass Antonio versucht hat, Ludwig mit dieser Akte, die seine Schwarzarbeitgeschäfte dokumentierte, zu erpressen. Schimanski ist unterdessen durch ein Gelage mit den Hooligans aufgeflogen und wird stark alkoholisiert im Mittelkreis des Stadions nackt ausgesetzt. Kriminaloberrat Königsberg findet ihn und rügt nicht nur Schimanski, sondern auch Thanner. Es ist offensichtlich, dass die polizeiliche Detailarbeit durch das angespannte Verhältnis von Schimanski und Thanner leidet.
Während Schimanski bei nochmaliger Auswertung der Videoaufzeichnungen aus dem Stadion eine Falschaussage Ludwigs belegen kann, entdeckt Thanner Kurt in einer Kleingartenanlage, zu der ihn seine Mutter geführt hat. Die Verhaftung Kurts bringt die Hooligans dazu, Ludwigs Büro in ein Schlachtfeld zu verwandeln. Schimanski und Thanner entdecken die gewaltbereiten Männer und Ludwig auf dem Fußballfeld, wo der Platzwart von ihnen gerade in die Mangel genommen wird. Sie wollen Ludwig mit Gewalt ein Geständnis abpressen. Denn der Tote starb nicht an einem Messerstich, sondern an Fußtritten von Ludwig.
Als Revanche für die Nacktnummer im Stadion will Schimanski nun, dass Ernst, der Schimanskis Parka sichtbar als Trophäe übergezogen hat, sich nackt auszieht. Ernst öffnet daraufhin mitten auf dem Platz langsam die Hose und lässt diese fallen.

## Produktion und Hintergrund
Der Film wurde unter dem Arbeitstitel: Treffpunkt Wedau gedreht. Drehort war unter anderem das alte Wedaustadion in Duisburg, das 2003 abgerissen wurde. Dort steht heute die Schauinsland-Reisen-Arena. An der Weseler Straße in Duisburg-Marxloh entstanden die Szenen mit der Wäscherei (Hausnummer 87) und der Fußballkneipe (Hausnummer 98). Die Szene, in welcher sich die Hooligans mit einer rivalisierenden Gruppe prügeln, wurde auf dem Heinrichplatz in Duisburg-Bruckhausen gedreht. Auch München und Umgebung dienten als Drehort. Gedreht wurde vom 11. April bis 13. Mai 1983.
Dietmar Bär spielt seit 1997 selbst einen „Tatort“-Kommissar; er ermittelt in Köln als Freddy Schenk zusammen mit Max Ballauf (Klaus J. Behrendt) im Auftrag des WDR.
Zacharias Preen wurde später als Ermittler in der Serie Rosa Roth bekannt. Er ist auch im wahren Leben der Sohn von Brigitte Janner, die seit 2005 mit Schimanski-Erfinder Hajo Gies verheiratet ist.
Gerhard Olschewski spielte später Schimanskis Vorgesetzten Ossmann.
Einen Kurzauftritt in dem Film hatte – vermittelt vom Düsseldorfer Arbeitsamt – Helge Schneider.
Das Fußballspiel, welches Schimanski sich im Stadion anschaut und nach dem auch der Mord geschieht, war das Spiel der 2. Fußball-Bundesliga 1982/83 zwischen dem MSV Duisburg und Rot-Weiss Essen am 15. April 1983, welches Essen gewann.

### DVD
Zweierlei Blut befindet sich auf der DVD Tatort Duisburg Schimanski-Box Vol. 2 zusammen mit den Fällen Gebrochene Blüten und Spielverderber, herausgegeben am 22. Juli 2010 von Touchstone.

## Soundtrack
Die Musik zum Film komponierte die Gruppe Spliff (Hit Carbonara, 1982). Zwei seltene Titel aus Zweierlei Blut (Juke Box Disco und High Noon) sind auf der CD Tatort Musik Edition 1980er im Jahr 2010 erschienen. Alle Titel von Spliff aus diesem Tatort, darunter In The Gutter, sind auf der Doppel-CD Spliff-Kult – 30 Jahre Spliff enthalten.

## Comic
Im Ehapa-Verlag erschien 1992 eine Comic-Version des Films. Das Album wurde von Drehbuchautor Fred Breinersdorfer getextet und Martin Frei gezeichnet.

## Rezeption

### Einschaltquote
Bei seiner Erstausstrahlung hatte Zweierlei Blut eine Quote von 14,30 Mio. Zuschauern, was einem Marktanteil von 40,00 % entspricht.

### Kritik
TV Spielfilm urteilte: „Unrunde Dramaturgie, ruppige Inszenierung, aber scheißegal: Wie die Cops das alte Ehepaar geben, ist ein Brüller“ und gab vier von fünf Sternen. Das Fazit lautete: „Spaßig: mit Schimmi ‚back to the eighties!‘“
Kino.de war der Ansicht, dass dies „eine der besten WDR-Schimanski-Folgen 1984“ gewesen sei und „Götz George“ in dieser Folge „nicht nur seinen durchtrainierten Oberkörper entblöße“.